# 滿地可站
滿地可站（英語：Montréal station）是加拿大安大略省渥太華輕鐵聯邦線上正在建造的輕鐵站，位於174號省道夾滿地可道處。其為渥太華輕鐵第二階段擴建的一部分，預計於2025年完工。該車站將由一個島式月台組成，並於滿地可道兩側各有一個入口。各入口均有接駁巴士。